# 唐津市立佐志小学校
唐津市立佐志小学校（からつしりつ さししょうがっこう）は佐賀県唐津市佐志にある公立小学校。

## 概要
歴史
1875年（明治8年）に創立。数回の改編・改称を経て、現校名になったのは学制改革が行われた1947年（昭和22年）。2015年（平成27年）に創立140周年を迎えた。
校章
桜の花弁を海の波の絵を組み合わせたものを背景にして、中央に校名の「佐」の文字を置いている。
校歌
1963年（昭和38年）に制定。作詞は中原勇夫、作曲は陶山聡による。歌詞は3番まであり、各番に校名の「佐志小学校」が登場する。
通学区域
住所表記で唐津市の後に「橋本町、桜町、八幡町、佐志浜町、佐志中里、佐志中通、佐志南、中瀬通、唐房一～七丁目、浦、鳩川、枝去木」が続く地域。
中学校区は唐津市立佐志中学校。

## 沿革
- 1875年（明治8年） - 以下の小学校2校が創立。
  - 「宮崎[2]小学校」（唐房村・浦村・鳩川村の三村組合立）
  - 「佐志小学校」（佐志村立（単独））
- 1879年（明治12年）- 上記2校が統合され、佐志浜町に「公立中等龍体[1]小学校」が設置される。初等科と中等科を教授。
- 1882年（明治15年）- 再び「宮崎[2]小学校」（和多川沿い）と「佐志小学校」（中通り）の2校に分離。
- 1886年（明治19年）5月1日 - 小学校令の施行により、「尋常宮崎[2]小学校」・「尋常佐志小学校」に改称。尋常科（4年制）を設置。
  - 尋常呼子小学校から尋常宮崎[2]小学校へ岩野分校が移管される。
- 1888年（明治21年）2月 - 岩野分校を尋常宮崎[2]小学校から尋常呼子小学校へ移管。
- 1889年（明治22年）4月1日 - 町村制の施行により、唐房・浦・鳩川・佐志の4村は合併し、佐志村となる。
- 1891年（明治24年）9月 - 上記2校が再び統合され、「尋常黒崎小学校」に改称。佐志1番地の岩山が切り拓かれ、校地・校舎が完成。
  - 中通りの旧・佐志小学校は佐志分校となる。
- 1893年（明治26年）
  - 9月 - 高等科（4年制）を併置の上、「黒崎尋常高等小学校」に改称。
  - 12月 - 湊村（全域）と打上村（加倉・八床・菖蒲・岩野）から高等科児童収容の委託[4]を受ける。
- 1897年（明治30年）- 湊村からの高等科委託を解消[5]。有浦村[6]より高等科委託を受ける。
- 1901年（明治34年）- 佐志村内の枝去木[7]（一部）の尋常科児童を、打上村の岩野尋常小学校[8]と切木（きりご）村の大良尋常小学校に委託する。
  - 切木村から一部地域の高等科児童の委託を受ける。
- 1907年（明治40年）- 小学校令改正により、義務教育年限（尋常科修業年限）が4年から6年に延長される（尋常科4年・高等科4年が「尋常科6年・高等科2年」となる）。
- 1909年（明治42年）- 岩野尋常小学校への尋常科児童委託を解消。枝去木全域の尋常科児童を打上尋常小学校に委託。
- 1911年（明治44年）- 打上尋常小学校への尋常科児童委託を解消し、枝去木全域の尋常科児童を本校に収容。
- 1914年（大正3年）4月 - 枝去木分教場を設置し、尋常科3年生までを収容。切木村からの高等科委託を解消。
- 1921年（大正10年）- 枝去木分教場に尋常科4年生までを収容。
- 1922年（大正11年）- 校地を拡張（海岸埋立）。講堂・2階建て校舎（2階建て1棟・平屋建て3棟）・運動場を新設。
- 1924年（大正13年）- 校地を更に拡張。
- 1935年（昭和10年）9月1日 - 佐志村が町制施行により、佐志町となる。
- 1941年（昭和16年）
  - 4月1日 - 国民学校令の施行により、「佐志町佐志国民学校」に改称。尋常科を初等科に改める（初等科6年・高等科2年）。
  - 11月3日 - 佐志町が唐津市に編入され「唐津市佐志国民学校」に改称。
- 1947年（昭和22年）4月1日 - 学制改革（六・三制の実施）により、国民学校初等科は「唐津市立佐志小学校」（現校名）に改編・改称。 
  - 国民学校高等科生徒は新制中学校「唐津市立第二中学校[9]」に統合される。第二中学校は佐志青年学校校舎に併置された。
- 1951年（昭和26年）10月 - ルース台風により、運動場護岸堤防が決壊し、校地の一部が水没。
- 1953年（昭和28年）6月 - 北部九州水害により、校地に土砂が堆積。6日間の休校を余儀なくされる。
- 1954年（昭和29年）5月から1955年（昭和30年）9月にかけて - 新校舎が完成。
- 1957年（昭和32年）9月から1962年（昭和37年）9月にかけて - 5教室を増築。
- 1958年（昭和33年）4月 - 児童数が最大の1,450名を記録。
- 1961年（昭和36年）12月 - 給食室が完成。
- 1963年（昭和38年）9月 - 校歌を制定。
- 1964年（昭和39年）9月 - 理科室が完成。
- 1966年（昭和41年）10月 - 枝去木分校の校舎を全面改築。
- 1968年（昭和43年）
  - 7月 - 鉄筋コンクリート造3階建て新校舎とプールが完成。
  - 9月 - 校旗を制定。
- 1969年（昭和44年）12月 - 講堂を解体し、屋内運動場（体育館）が完成。
- 1976年（昭和51年）2月 - 創立100周年記念式典を挙行。
- 1978年（昭和53年）9月 - 新校舎が完成。
- 1979年（昭和54年）3月31日 - 枝去木分校を廃止。

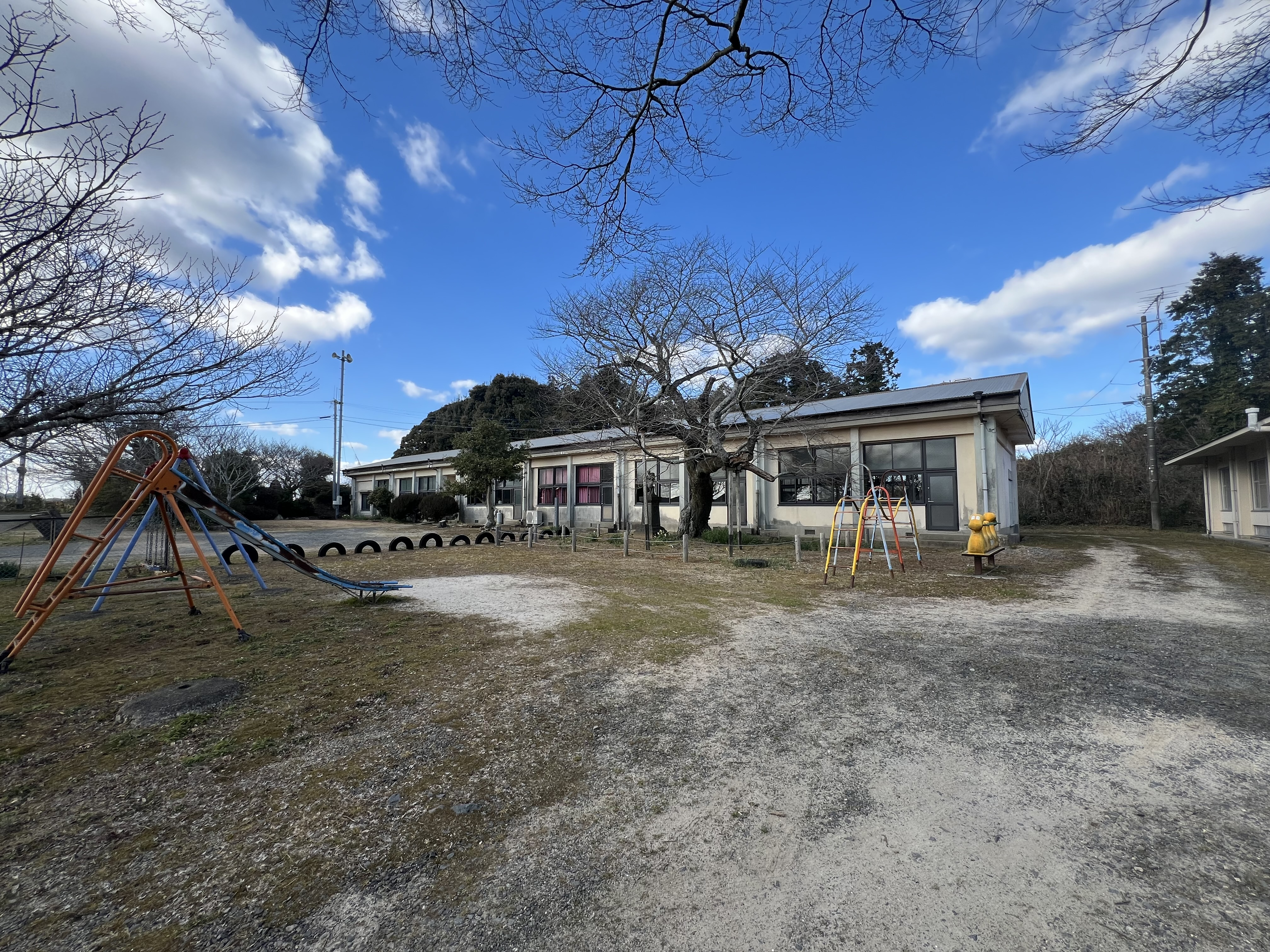
旧・枝去木分校跡

- 2004年（平成16年）1月 - 道路拡張により、校門を移設。
- 2007年（平成19年）から2008年（平成20年）にかけて校舎耐震工事が完了。
- 2008年（平成20年）12月 - 給食が鎮西給食センターからの配送に変更となる。
- 2010年（平成22年）5月 - 新プールが完成。

## アクセス
最寄りのバス停
- 昭和バス 「唐房入口」バス停

最寄りの幹線道路
- 国道240号・国道382号
- 佐賀県道23号唐津呼子線 「唐房入口」交差点

## 周辺
- 唐房保育園
- 唐津市立佐志中学校
- 黒崎神社
- 黒崎山
- 佐賀玄海漁業協同組合 唐津支所
- 佐賀県高等水産講習所
- 佐賀県玄海水産振興センター
- 唐津港

## 参考資料
- 「唐津市史」（1962年（昭和37年）8月, 唐津市史編纂員会）p. 1184

## 関連事項
- 佐賀県小学校一覧